# Thiago Motta
Thiago Motta (28. srpna 1982, São Bernardo do Campo, Brazílie) je brazilsko-italský Fotbalový trenér a bývalý fotbalový záložník. Od sezony 2024/25 vede italský Juventus. 
Reprezentoval Brazílii, později nastupoval v národním týmu Itálie. Dvakrát vyhrál prestižní Ligu mistrů UEFA (v sezoně 2005/06 s FC Barcelona a v sezoně 2009/10 s milánským Interem).

## Přestupy
Zdroj:
- z Barcelona do Atlético Madrid za 2 000 000 euro
- z Janov do Inter za 10 200 000 euro
- z Inter do PSG za 11 500 000 euro

## Hráčská kariéra

### Klubová
V srpnu 2014 po utkání francouzské ligy mezi PSG a SC Bastia si na něj počkal v tunelu stadionu brazilský protihráč, útočník Evaeverson Lemos da Silva (známý jako Brandão), nečekaně mu dal hlavičku, čímž mu zlomil nos a poté utekl do své šatny.

### Reprezentační

#### Brazílie
Hrál za brazilskou reprezentaci U17 na mistrovství Jižní Ameriky v této kategorii (v roce 1999 v Uruguayi). V roce 2003 se zúčastnil s brazilským národním týmem Zlatého poháru CONCACAF 2003, kde Brazilci podlehli ve finále Mexiku.

#### Itálie
Od roku 2011 reprezentoval Itálii. Thiago Motta se zúčastnil Mistrovství Evropy ve fotbale 2012, kde se Itálie probila až do finále, v němž podlehla Španělsku 0:4.
Hrál i na Mistrovství světa 2014 v Brazílii, kde Itálie vypadla již v základní skupině.

## Trenérská kariéra
Po ukončení aktivní kariéry zůstal v PSG a věnoval se trénování dorostenců do 19 let. Zde působil od června 2018 do července 2019, poté se dohodl na rozvázání smlouvy.
V říjnu 2019 se stal trenérem Janova, které bylo na předposledním místě italské ligy.
V prosinci 2019 byl však italským klubem propuštěn, jeho posledním utkáním byla porážka 0:4 s Interem.
Dne 12. září 2022 nahradil nemocného Mihajloviće. Sezonu zakončil na dobrém 9. místě a zaznamenal 54 bodů (tehdejší rekord). Následující sezonu začal nad očekávání. S klubem bojoval o účast v LM. Nakonec s klubem uspěl když sezonu zakončil na 5. místě a po 60 letech se klub probojoval do nejvyšší evropské soutěže. V květnu ale oznámil že neprodlouží smlouvu a rozhodl se podepsat smlouvu s Juventusem.

## Statistika

### Hráčská
| Sezóna                | Klub                  | Liga                  | Liga   | Liga | Ligové poháry | Ligové poháry | Ligové poháry | Kontinentální poháry | Kontinentální poháry | Kontinentální poháry | Celkem | Celkem |
| Sezóna                | Klub                  | Soutěž                | Zápasy | Góly | Soutěž        | Zápasy        | Góly          | Soutěž               | Zápasy               | Góly                 | Zápasy | Góly   |
| --------------------- | --------------------- | --------------------- | ------ | ---- | ------------- | ------------- | ------------- | -------------------- | -------------------- | -------------------- | ------ | ------ |
| 1999/00               | Barcelona B           | Segunda División B    | 33     | 2    | -             | 0             | 0             | -                    | 0                    | 0                    | 33     | 2      |
| 2000/01               | Barcelona B           | Segunda División B    | 29     | 5    | -             | 0             | 0             | -                    | 0                    | 0                    | 29     | 5      |
| 2001/02               | Barcelona B           | Segunda División B    | 16+6   | 4+1  | -             | 0             | 0             | -                    | 0                    | 0                    | 20     | 5      |
| Celkem za Barcelonu B | Celkem za Barcelonu B | Celkem za Barcelonu B | 84     | 12   | -             | 0             | 0             | -                    | 0                    | 0                    | 84     | 12     |
| 2001/02               | Barcelona             | Primera División      | 18     | 1    | ŠP            | 1             | 0             | LM                   | 7                    | 0                    | 26     | 1      |
| 2002/03               | Barcelona             | Primera División      | 21     | 3    | ŠP            | 1             | 0             | LM                   | 13                   | 2                    | 35     | 5      |
| 2003/04               | Barcelona             | Primera División      | 20     | 1    | ŠP            | 1             | 0             | LM                   | 5                    | 1                    | 26     | 2      |
| 2004/05               | Barcelona             | Primera División      | 8      | 0    | ŠP            | 0             | 0             | LM                   | 0                    | 0                    | 8      | 0      |
| 2005/06               | Barcelona             | Primera División      | 15     | 1    | ŠP+ŠS         | 1+0           | 1             | LM                   | 7                    | 0                    | 23     | 2      |
| 2006/07               | Barcelona             | Primera División      | 14     | 0    | ŠP+ŠS         | 4+2           | 0             | LM+SU+MSk            | 6+1+2                | 0                    | 29     | 0      |
| Celkem za Barcelonu   | Celkem za Barcelonu   | Celkem za Barcelonu   | 96     | 6    | -             | 10            | 1             | -                    | 41                   | 3                    | 147    | 10     |
| 2007/08               | Atlético Madrid       | Primera División      | 6      | 0    | ŠP            | 4             | 0             | PU                   | 2                    | 0                    | 12     | 0      |
| 2008/09               | Janov                 | Serie A               | 27     | 6    | IP            | 0             | 0             | -                    | 0                    | 0                    | 27     | 6      |
| 2009/10               | Inter                 | Serie A               | 26     | 4    | IP+IS         | 5+1           | 0             | LM                   | 8                    | 0                    | 40     | 4      |
| 2010/11               | Inter                 | Serie A               | 19     | 4    | IP+IS         | 3+0           | 0             | LM+SU+MSk            | 5+0+2                | 1+0+0                | 29     | 5      |
| 2011/12               | Inter                 | Serie A               | 10     | 3    | IP+IS         | 1+1           | 0             | LM                   | 2                    | 0                    | 14     | 3      |
| Celkem za Inter       | Celkem za Inter       | Celkem za Inter       | 55     | 11   | -             | 11            | 0             | -                    | 17                   | 1                    | 83     | 12     |
| 2012                  | PSG                   | Ligue 1               | 14     | 2    | FP+FLP        | 2+0           | 0             | -                    | 0                    | 0                    | 16     | 2      |
| 2012/13               | PSG                   | Ligue 1               | 12     | 1    | FP+FLP        | 1+0           | 0             | LM                   | 2                    | 0                    | 15     | 1      |
| 2013/14               | PSG                   | Ligue 1               | 32     | 3    | FP+FLP+FS     | 2+3+1         | 0+1+0         | LM                   | 9                    | 2                    | 47     | 6      |
| 2014/15               | PSG                   | Ligue 1               | 27     | 0    | FP+FLP+FS     | 2+2+1         | 0             | LM                   | 6                    | 0                    | 38     | 0      |
| 2015/16               | PSG                   | Ligue 1               | 32     | 1    | FP+FLP+FS     | 3+1+0         | 0             | LM                   | 9                    | 0                    | 45     | 1      |
| 2016/17               | PSG                   | Ligue 1               | 30     | 0    | FP+FLP+FS     | 4+2+1         | 1+0+0         | LM                   | 5                    | 0                    | 42     | 1      |
| 2017/18               | PSG                   | Ligue 1               | 19     | 1    | FP+FLP+FS     | 4+0+1         | 0             | LM                   | 4                    | 0                    | 28     | 1      |
| Celkem za PSG         | Celkem za PSG         | Celkem za PSG         | 166    | 8    | -             | 30            | 2             | -                    | 35                   | 2                    | 231    | 12     |
| Celkově               | Celkově               | Celkově               | 434    | 43   | -             | 55            | 3             | -                    | 95                   | 6                    | 584    | 52     |

### Reprezentační

#### Statistika na velkých turnajích
| Reprezentace | Rok     | Zápasy             | Zápasy | Zápasy     | Zápasy           | Zápasy           | Zápasy   |
| Reprezentace | Rok     | Fáze turnaje       | Datum  | Soupeř     | Odehraných minut | Vstřelené branky | Výsledek |
| ------------ | ------- | ------------------ | ------ | ---------- | ---------------- | ---------------- | -------- |
| Brazílie     | ZP 2003 | 1 zápas ve skupině | 13. 7. | Mexiko     | 36               | 0                | 0:1      |
| Brazílie     | ZP 2003 | 2 zápas ve skupině | 15. 7. | Honduras   | 0                | 2:1              |          |
| Itálie       | ME 2012 | 1 zápas ve skupině | 10. 6. | Španělsko  | 90               | 0                | 1:1      |
| Itálie       | ME 2012 | 2 zápas ve skupině | 14. 6. | Chorvatsko | 0                | 1:1              |          |
| Itálie       | ME 2012 | 3 zápas ve skupině | 18. 6. | Irsko      | 90               | 0                | 2:0      |
| Itálie       | ME 2012 | Semifinále         | 28. 6. | Německo    | 26               | 0                | 2:1      |
| Itálie       | ME 2012 | Finále             | 1. 7.  | Španělsko  | 32               | 0                | 0:4      |
| Itálie       | MS 2014 | 1 zápas ve skupině | 15. 6. | Anglie     | 33               | 0                | 2:1      |
| Itálie       | MS 2014 | 2 zápas ve skupině | 20. 6. | Kostarika  | 45               | 0                | 0:1      |
| Itálie       | MS 2014 | 3 zápas ve skupině | 24. 6. | Uruguay    | 15               | 0                | 0:1      |
| Itálie       | ME 2016 | 1 zápas ve skupině | 13. 6. | Belgie     | 12               | 0                | 2:0      |
| Itálie       | ME 2016 | 2 zápas ve skupině | 17. 6. | Švédsko    | 16               | 0                | 1:0      |
| Itálie       | ME 2016 | 3 zápas ve skupině | 22. 6. | Irsko      | 90               | 0                | 0:1      |
| Itálie       | ME 2016 | Osmifinále         | 27. 6. | Španělsko  | 36               | 1                | 2:0      |

### Reprezentační branka
| Gól | Datum       | Stadion                           | Soupeř    | Skóre | Výsledek | Soutěž                 |
| --- | ----------- | --------------------------------- | --------- | ----- | -------- | ---------------------- |
| 010 | 25. 3. 2011 | Stadio Stožice, Lublaň, Slovinsko | Slovinsko | 0:1   | 0:1      | Kvalifikace na ME 2012 |

### Trenérská
| Sezóna           | Klub             | Liga             | Liga   | Liga  | Liga   | Liga   | Liga                                   | Národní poháry | Národní poháry | Národní poháry | Národní poháry | Národní poháry | Národní poháry | Kontinentální poháry | Kontinentální poháry | Kontinentální poháry | Kontinentální poháry | Kontinentální poháry | Kontinentální poháry | Celkem | Celkem | Celkem | Celkem |
| Sezóna           | Klub             | Soutěž           | Zápasy | Výhry | Remízy | Prohry | Umístění                               | Soutěž         | Zápasy         | Výhry          | Remízy         | Prohry         | Úspěch         | Soutěž               | Zápasy               | Výhry                | Remízy               | Prohry               | Úspěch               | Zápasy | Výhry  | Remízy | Prohry |
| ---------------- | ---------------- | ---------------- | ------ | ----- | ------ | ------ | -------------------------------------- | -------------- | -------------- | -------------- | -------------- | -------------- | -------------- | -------------------- | -------------------- | -------------------- | -------------------- | -------------------- | -------------------- | ------ | ------ | ------ | ------ |
| 2019             | Janov            | Serie A          | 9      | 1     | 3      | 5      | nastoupil v říjnu propuštěn v prosince | IP             | 1              | 1              | 0              | 0              | -              | -                    | 0                    | 0                    | 0                    | 0                    | -                    | 10     | 2      | 3      | 5      |
| 2021/22          | Spezia           | Serie A          | 38     | 10    | 6      | 22     | 16. místo                              | IP             | 2              | 1              | 0              | 1              | -              | -                    | 0                    | 0                    | 0                    | 0                    | -                    | 40     | 11     | 6      | 23     |
| 2022/23          | Boloňa           | Serie A          | 32     | 13    | 9      | 10     | nastoupil v září 9. místo              | IP             | 2              | 1              | 0              | 1              | osmifinále     | -                    | 0                    | 0                    | 0                    | 0                    | -                    | 34     | 14     | 9      | 11     |
| 2023/24          | Boloňa           | Serie A          | 38     | 18    | 14     | 6      | 5. místo                               | IP             | 4              | 3              | 1              | 0              | čtvrtfinále    | -                    | 0                    | 0                    | 0                    | 0                    | -                    | 42     | 21     | 15     | 6      |
| Celkem za Boloňu | Celkem za Boloňu | Celkem za Boloňu | 70     | 31    | 23     | 16     | -                                      | -              | 6              | 4              | 1              | 1              | -              | -                    | 0                    | 0                    | 0                    | 0                    | -                    | 76     | 35     | 24     | 17     |
| 2024/25          | Juventus         | Serie A          | ?      | ?     | ?      | ?      | ?. místo                               | IP+IS          | ?+?            | ?              | ?              | ?              | -              | LM                   | ?                    | ?                    | ?                    | ?                    | -                    | ?      | ?      | ?      | ?      |
| Celkově          | Celkově          | Celkově          | 116    | 42    | 32     | 43     | -                                      | -              | 9              | 6              | 1              | 2              | -              | -                    | 0                    | 0                    | 0                    | 0                    | -                    | 126    | 48     | 33     | 45     |

## Úspěchy

### Hráčské

#### Klubové

##### Národní
- vítěz španělské ligy (2x)

Barcelona: 2004/05, 2005/06
- vítěz španělského superpoháru (2x)

Barcelona: 2005, 2006
- vítěz italské ligy (1x)

Inter: 2009/10
- vítěz italského poháru (2x)

Inter: 2009/10, 2010/11
- vítěz italského superpoháru (1x)

Inter: 2010
- vítěz francouzské ligy (5x)

PSG: 2012/13, 2013/14, 2014/15, 2015/16, 2017/18
- vítěz francouzského poháru (4x)

PSG: 2014/15, 2015/16, 2016/17, 2017/18
- vítěz francouzského ligového poháru (5x)

PSG: 2013/14, 2014/13, 2015/16, 2016/17, 2017/18
- vítěz francouzského superpoháru (5x)

PSG: 2013, 2014, 2015, 2016, 2017

##### Kontinentální
- vítěz Ligy mistrů UEFA (2x)

Barcelona: 2005/06

Inter: 2009/10
- vítěz Mistrovství světa ve fotbale klubů (1x)

Inter: 2010

#### Reprezentační
- 1× na MS (2014)
- 2× na ME (2012 - stříbro, 2016)
- 1× na ZP (2003 – stříbro)

#### Individuální
- Tým roku Serie A – 2010/11[27]
- Tým roku Ligue 1 podle UNFP – 2013/14[28]